# Charles King Boyd
Charles King Boyd (East Liverpool (Ohio), 25 juli 1918 - omgeving van Best (Noord-Brabant), 19 september, 1944) was een Amerikaanse luchtmachtofficier. Op 17 oktober 1946 werd hij bij Koninklijk Besluit door koningin Wilhelmina postuum benoemd tot Ridder in de Militaire Willems-Orde.
Charles King Boyd was piloot van een Dakota C-47, welk vliegtuig een zweefvliegtuig sleepte/vervoerde voor de U.S. 101st Airborne Division, een luchtlandingseenheid die tijdens Operatie Market Garden met parachutisten en zweefvliegtuigen afdaalde.
Tijdens de gevechten van de 101ste Airborne Division in het gebied van Son en Best in de periode van 17 september tot 4 oktober 1944 heeft Charles King Boyd, zo vermeldt het Koninklijk Besluit, "zich in den strijd door het bedrijven van uitstekende daden van moed, beleid en trouw op de volgende wijze onderscheiden. Op 19 september 1944 deed hij als piloot dienst aan boord van een transportvliegtuig voor troepen bij de invasie uit de lucht in Nederland. Kort voor het bereiken van de landingszone werd het toestel van majoor Boyd getroffen door vijandelijke afweervuur en vloog het in brand. Ondanks het gevaarlijke van de toestand vloog majoor Boyd in de formatie verder. Toen de landingszone was bereikt, dook de machine bijna verticaal naar de grond; de piloot van het zweefvliegtuig kon echter de verbinding losmaken en veilig landen, terwijl Majoor Boyds bemanning veilig uit de machine kon springen. Van Majoor Boyd werd echter niet gezien dat hij het vliegtuig had verlaten voor het ter aarde stortte. Majoor Boyd heeft zelfopofferende  moed en vastbeslotenheid getoond bij de vervulling van zijn taak."

## Onderscheidingen
- Ridder der vierde klasse in de Militaire Willems-Orde op 17 oktober 1946[2][3][4]
- Distinguished Service Cross[2]